# Diferențială inexactă
O diferențială inexactă este o diferențială⁠(d) a cărei integrală este dependentă de drum. Noțiunea apare cel mai adesea în termodinamică pentru a exprima modificări dependente de drum ale unor mărimi fizice, spre exemplu căldura și lucrul mecanic, dar este definită mai general în matematică ca un tip de formă diferențială⁠(d). Prin contrast, o integrală a unei diferențiale exacte este întotdeauna independentă de drum, deoarece integrala acționează pentru a inversa operatorul diferențial. În consecință, o mărime cu o diferențială inexactă nu poate fi exprimată doar în funcție de variabilele din diferențială. Adică, valoarea sa nu poate fi dedusă doar privind stările inițiale și finale ale unui sistem dat.

## Definiție
O diferențială inexactă {\displaystyle \delta u} este o diferențială pentru care integrala pe două căi cu aceleași puncte inițial și final este diferită. Mai exact, există căi integrabile {\displaystyle \gamma _{1},\gamma _{2}:[0,1]\to \mathbb {R} } astfel încât {\displaystyle \gamma _{1}(0)=\gamma _{2}(0)}, {\displaystyle \gamma _{1}(1)=\gamma _{2}(1)} și
{\displaystyle \int _{\gamma _{1}}\delta u\not =\int _{\gamma _{2}}\delta u}
În acest caz se notează integralele ca {\displaystyle \Delta u|_{\gamma _{1}}\,,} respectiv {\displaystyle \Delta u|_{\gamma _{2}}} pentru a explicita dependența de cale a modificării cantității luate în considerare, {\displaystyle u.}
Mai general, o diferențială inexactă {\displaystyle \delta u} este o formă diferențială care nu este o diferențială exactă, adică pentru toate funcțiile {\displaystyle f},
{\displaystyle \mathrm {d} f\neq \delta u}
Teorema fundamentală de calcul pentru integralele curbilinii⁠(d) necesită independență de cale pentru a exprima valorile unui câmp vectorial dat în funcție de derivatele parțiale ale unei alte funcții, care este analogul cu variabile multiple al primitivei. Acest lucru se datorează faptului că nu poate exista o reprezentare unică a unei primitive pentru diferențialele inexacte, deoarece variația lor este inconsecventă pe diferite căi. Această prevedere a independenței căii este un adaos necesar la teorema fundamentală a calculului integral deoarece în calculul unidimensional există doar o cale între două puncte definite de o funcție.

## Notații

### Termodinamică
În locul simbolului diferențial d, se folosește simbolul δ, o convenție care își are originea în lucrările din secolul al XIX-lea ale matematicianului german Carl Gottfried Neumann, indicând faptul că Q (căldura) și L (lucrul mecanic) sunt dependente de cale, în timp ce U (energia internă) nu este.

### Mecanică statistică
În mecanica statistică diferențele inexacte sunt adesea notate cu o bară prin operatorul diferențial: đ.

### Matematică
În matematică, diferențialele inexacte sunt de obicei denumite în mod mai general „formă diferențială”, care sunt adesea notate prin {\displaystyle \omega }.

## Exemple

### Distanța totală
Când se merge de la un punct {\displaystyle A} la un punct {\displaystyle B} de-a lungul unei linii {\displaystyle {\overline {AB}}} (fără a schimba direcția) deplasarea netă și totalul distanței parcurse sunt ambele egale cu lungimea liniei respective {\displaystyle AB.} Dacă apoi se revine la punctul {\displaystyle A} (fără a schimba direcția), atunci deplasarea netă este nulă, în timp ce distanța totală acoperită este {\displaystyle 2AB}. Acest exemplu surprinde ideea esențială din spatele diferențialei inexacte într-o singură dimensiune. De reținut că dacă s-ar permite schimbarea direcțiilor, atunci s-ar putea face un pas înainte și apoi înapoi în orice moment, trecerea de la {\displaystyle A} la {\displaystyle B} făcându-se prin creșterea arbitrar de mult a distanței totale parcurse, însă menținând constantă deplasarea netă.
Reluând cele de mai sus cu diferențiale și luând {\displaystyle {\overline {AB}}} ca fiind de-a lungul axei {\displaystyle x}, diferența distanță netă este {\displaystyle \mathrm {d} f=\mathrm {d} x}, o diferențială exactă cu primitiva {\displaystyle x}. Pe de altă parte, diferențiala distanței totale este {\displaystyle |\mathrm {d} x|}, care nu are o primitivă. Calea urmată este {\displaystyle \gamma :[0,1]\to {\overline {AB}}} unde există un timp {\displaystyle t\in (0,1)} astfel încât {\displaystyle \gamma } crește strict înainte de {\displaystyle t} și scade strict după. Atunci {\displaystyle \mathrm {d} x} este pozitivă înainte de {\displaystyle t} și negativă după, dând integralele
{\displaystyle \Delta f=\int _{\gamma }\mathrm {d} x=0}
{\displaystyle \Delta g|_{\gamma }=\int _{\gamma }|\mathrm {d} x|=\int _{A}^{B}\mathrm {d} x+\int _{B}^{A}(-\mathrm {d} x)=2\int _{A}^{B}\mathrm {d} x=2AB}
exact rezultatele așteptate din raționamentul verbal anterior.

### Principiul întâi al termodinamicii
Diferențiale inexacte apar explicit în principiul întâi al termodinamicii,
{\displaystyle \mathrm {d} U=\delta Q-\delta L}
unde {\displaystyle U} este energia internă, {\displaystyle \delta Q} este schimbul diferențial de căldură și {\displaystyle \delta L} este schimbul diferențial de lucru mecanic. Pe baza constantelor sistemului termodinamic, se poate parametriza energia medie în mai multe moduri diferite. De exemplu, în prima etapă a ciclului Carnot un gaz primește căldură de o sursă într-o destindere izotermă a gazului respectiv. O cantitate diferențială de căldură {\displaystyle \delta Q=TdS} este primită de gaz. În timpul celei de-a doua etape, gazul este lăsat să se destindă liber, producând o cantitate diferențială de lucru mecanic {\displaystyle \delta L=p\,dV}. A treia etapă este similară cu prima etapă, cu excepția faptului că căldura este cedată sursei reci, în timp ce al patra etapă este similară cu a doua, cu excepția faptului că mediul înconjurător efectuează lucru mecanic asupra sistemului pentru a comprima gazul. Deoarece modificările generale ale căldurii și lucrului mecanic sunt diferite în diferite etape ale ciclului, există o modificare netă nenulă a căldurii și a lucrului mecanic, ceea ce indică faptul că diferențele {\displaystyle \delta Q} și {\displaystyle \delta L} trebuie să fie diferențiale inexacte.
Energia internă, U, este o funcție de stare, ceea ce înseamnă că schimbarea sa poate fi dedusă doar comparând două stări diferite ale sistemului (independent de calea de tranziție), care pot fi notate U1 și U2.
Deoarece se poate trece de la starea U1 la starea U2 prin furnizarea fie de căldură Q = U2 − U1, fie de lucru mecanic L = U1 − U2, o astfel de schimbare de stare nu identifică în mod unic cantitatea de lucru mecanic L efectuat de sistem sau căldura Q primită, ci doar modificarea energiei interne ΔU.

### Căldură și lucru mecanic
O ardere necesită căldură, combustibil și un agent oxidant. Energia necesară pentru a depăși energia de activare a arderii este primită de sistem sub formă de căldură, rezultând modificări ale energiei interne a sistemului. Într-un proces, aportul de energie pentru a aprinde un foc poate proveni atât din lucru mecanic, cât și din căldură, cum ar fi atunci când cineva freacă lemnul pentru a produce căldură. Arderea care urmează este exotermă, ceea ce eliberează căldură. Modificarea generală a energiei interne nu dezvăluie modul de transfer al energiei și cuantifică doar lucrul mecanic și căldura. Diferența dintre stările inițiale și finale ale energiei interne a sistemului nu ține cont de amploarea interacțiunilor energetice implicate. Prin urmare, energia internă este o funcție de stare (adică o diferențială exactă), în timp ce căldura și lucrul mecanic sunt funcții de cale (adică diferențiale inexacte), deoarece integrarea trebuie să țină cont de calea urmată.

## Factori integranți
Uneori este posibil să se transforme o diferențială inexactă într-una exactă prin intermediul unui factor integrant. Cel mai cunoscut exemplu în termodinamică este definiția entropiei:
{\displaystyle \mathrm {d} S={\frac {\delta Q_{\text{rev}}}{T}}}
În acest caz, δQ este o diferențială inexactă, deoarece efectul său asupra stării sistemului poate fi compensat de δL. Totuși, atunci când este divizat prin temperatura absolută și când schimbul are loc în condiții reversibile (cu indicele rev), există o diferențială exactă: entropia S, care este și ea o funcție de stare.

### Exemplu
Fie forma diferențială inexactă,
{\displaystyle \delta u=2y\,\mathrm {d} x+x\,\mathrm {d} y.}
Aceasta trebuie să fie inexactă, luând în considerare accesul la punctul (1,1). Dacă se crește mai întâi y și apoi se crește x, atunci aceasta corespunde mai întâi integrării în funcție de y și apoi în funcție de x. Integrarea în funcție de y contribuie mai întâi cu {\textstyle \int _{0}^{1}x\,dy|_{x=0}=0} și apoi integrarea în funcție de x contribuie cu {\textstyle \int _{0}^{1}2y\,\mathrm {\mathrm {d} } x|_{y=1}=2}. Astfel, de-a lungul primei căi se obține o valoare de 2. Totuși, pe a doua cale se obține o valoare de {\textstyle \int _{0}^{1}2y\,\mathrm {d} x|_{y=0}+\int _{0}^{1}x\,\mathrm {d} y|_{x=1}=1}. Se poate face din {\displaystyle \delta u} o diferențială exactă înmulțind-o cu x, obținând 
{\displaystyle x\,\delta u=2xy\,\mathrm {d} x+x^{2}\,\mathrm {d} y=\mathrm {\mathrm {d} } (x^{2}y)}
astfel {\displaystyle x\,\delta u} este o diferențială exactă.